# Amélie Legrand de Saint-Aubin
Amélie Legrand de Saint-Aubin est une artiste peintre française née à Paris le 19 octobre 1797 et morte dans la même ville le 3 octobre 1878.
Elle expose des portraits, des scènes religieuses et des peintures d'histoire au Salon de 1819 à 1850.

## Biographie
Née à Paris, rue d'Enfer dans l'île de la Cité, le 28 vendémiaire an VI (19 octobre 1797), Louise Jeanne Amélie Legrand, dite Legrand de Saint-Aubin, est la fille aînée de Pierre Jean Hilaire Legrand dit Legrand de Saint-Aubin (1772-1839), chef aux contributions directes,, et de son épouse Denise Marie Claudine Legrand (1772-1855).
Elle étudie la peinture auprès de Charles Meynier dans les années 1810. Dans son atelier situé à la Sorbonne, elle côtoie entre autres Louise Hersent (1784-1862), Aimée Brune-Pagès (1803-1866) et Jenny Larivière (1801-1885) . Elle expose pour la première fois au Salon à Paris en 1819 et, jusqu'en 1850, envoie à cette exposition près d'une trentaine de tableaux de peinture religieuse, d'histoire et de portraits.
Elle meurt célibataire le 3 octobre 1878 dans le 5e arrondissement de Paris, à son domicile du 77, rue du Cardinal-Lemoine. Elle est inhumée le lendemain à Paris au cimetière du Montparnasse ; sa concession est récupérée par la mairie en 1957 et ses restes sont alors transférés à l'ossuaire du cimetière du Père-Lachaise.

## Œuvres

### Envois aux Salons
Œuvres non localisées, sauf mention contraire.
- Salon de 1819 :
  - Saint-Jean dans le désert, portrait du frère de l’auteur (no 734) ;
  - Une étude (no 735).
- Salon de 1822 :
  - Mathilde dans son oratoire[note 3], d'après le roman Mathilde de Sophie Cottin (no 839) ; également exposé au Salon de Douai en 1823 (no 332) ; vente aux enchères, Paris, 11 mai 1872 (no 38)[11] ;
  - Baptême et mort de Malek-Adhel[note 4], d'après le roman Mathilde de Sophie Cottin (no 840) ; également exposé au Salon de Douai en 1823 (no 333) ; vente aux enchères, Paris, 11 mai 1872 (no 39)[11] ;
  - Portrait de femme (no 841).
- Salon de 1824 :
  - Eudore et Cymodocée, d'après Les Martyrs de Chateaubriand (no 1111) ; vente aux enchères, Paris, hôtel Drouot, 13 mai 1876 (no 39)[12] ;
  - La Belle au bois dormant (no 1112), également exposé au Salon de Douai en 1827 (no 203) ;
  - L'Adroite Princesse (no 1113), également exposé au Salon de Douai en 1827 (no 202)  ;
  - Un portrait de femme (no 1114).

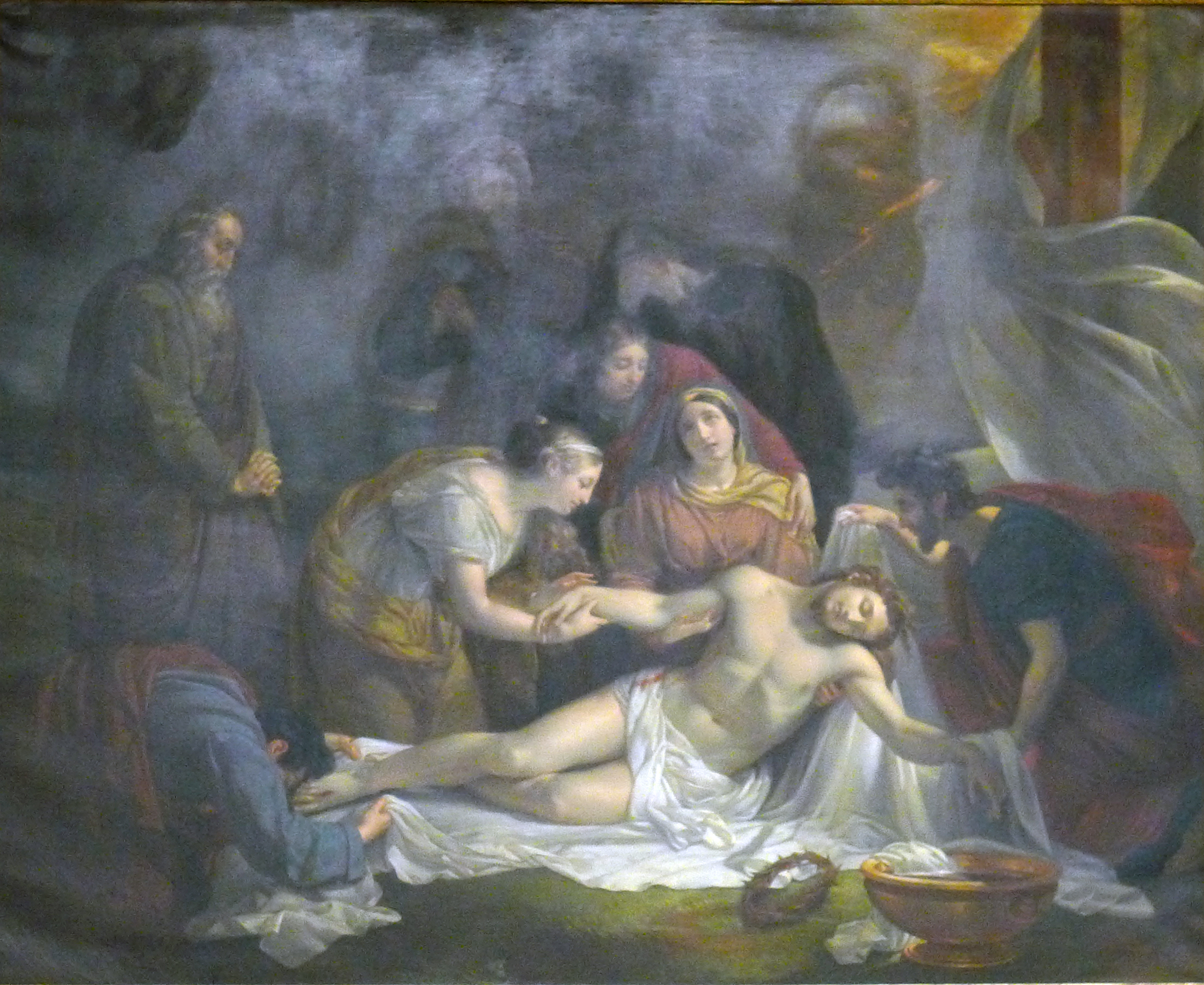
Le Christ descendu de la croix, Salon de 1827, Paris, église Saint-Étienne-du-Mont.

- Salon de 1827 :Le Christ descendu de la croix, Salon de 1827, Paris, église Saint-Étienne-du-Mont.
  - Le Christ descendu de la croix (no 673), Paris, Église Saint-Étienne-du-Mont de Paris[13];
  - Le Départ de Botzaris pour Janina (refusé par le jury)[14], exposé au Salon de Douai en 1829 (no 209) sous le titre Marco Botzaris[note 5].
- Salon de 1831 :
  - Intérieur. Lancelot du Lac et Genièvre visitent les tombeaux d'Iseult et de Tristan, d'après le poème La Table Ronde (1811) d'Auguste Creuzé de Lesser (no 1317), auparavant exposé en 1829 au Salon de Douai (no 210)[note 6] et à l'exposition pour l'extinction de la mendicité à la galerie Lebrun (no 161)[15]
  - Portrait de M. René Caillié, voyageur à Tombouctou et dans l'intérieur de l'Afrique (no 1318),  Paris, Société de géographie.
- Salon de 1833 :
  - Marino Faliero, d'après la tragédie Marino Faliero (acte V, scène IV)[note 7] de Casimir Delavigne (no 1538), tableau auparavant présenté en mai 1832 au musée Colbert à l'exposition au profit des indigents de Paris atteints du choléra (no 286)[16].
  - Portrait en pied de Mme … (refusé par le jury)[17].
- Salon de 1834 :
  - Charles II, avant de partir de la loge de Woodstock, prend congé de sir Henry Lee[note 8], d'après Woodstock de Walter Scott (no 1212) ; vente aux enchères, Paris, hôtel Drouot, 13 mai 1876 (no 40)[12].
  - Intérieur d'un atelier (no 1213), musée des Beaux-Arts de Caen ;
  - Portraits en pied de MM. H. G. de C… et L. G. de Saint-A.[18] (no 1214).
- Salon de 1835 :
  - Inès de Castro[note 9] (no 1326) ;
  - Portrait de Mme L. G. (refusé par le jury)[19].
- Salon de 1836 :
  - Clotilde[note 10], d'après les Études historiques de Chateaubriand (no 1194) ;
  - Portrait de M. A. F… docteur en théologie, curé de Saint-Étienne-du-Mont (no 1195) — portrait de Pierre-Augustin Faudet, curé de Saint-Étienne-du-Mont de 1833 à 1852 ;
  - Portrait du fils de M. Th. D…, receveur particulier des finances, à Paris (no 1196).
- Salon de 1837 :
  - La Vierge et l'Enfant-Jésus (no 1157).
- Salon de 1838 :
  - Portrait de Mme T… (no 1137) ;
  - Intérieur de l'église Saint-Julien-le-Pauvre (refusé par le jury)[20].
- Salon de 1839 :
  - Sujet tiré du cantique d’Isaïe, à laudes, le jour de Pâques ; étude[note 11] (no 1304) ;
  - Portrait de Mme L. G…'' (no 1305)[21].
- Salon de 1840 :
  - Portrait de Mme P. M. (no 1049) ;
  - La Première communion à Saint-Étienne-du-Mont (refusé par le jury)[22] ;
  - Les Trois Persans arrivés à Paris en 1838[note 12] (refusé par le jury)[23].
- Salon de 1841 :
  - Intérieur d'église avec figures (refusé par le jury)[24].
- Salon de 1845 :
  - Les Fiancés de Manzoni (refusé par le jury)[25].
- Salon de 1846 :
  - Portrait de Mme S. L. G… (no 1143)[26].
- Salon de 1847 :
  - Portrait de Mme M. A. B. L… (no 1014).
- Salon de 1848 :
  - Portrait de M. l’abbé M…, premier vicaire de Saint-Philippe, chanoine honoraire de Troyes (no 2824) — François Moret (1795-1874), philanthrope, curé de Saint-Philippe-du-Roule de 1843 à 1854[note 13].
- Salon de 1850 :
  - Portrait de Mlle A. C… (no 1928-1).

### Collections publiques
Canada

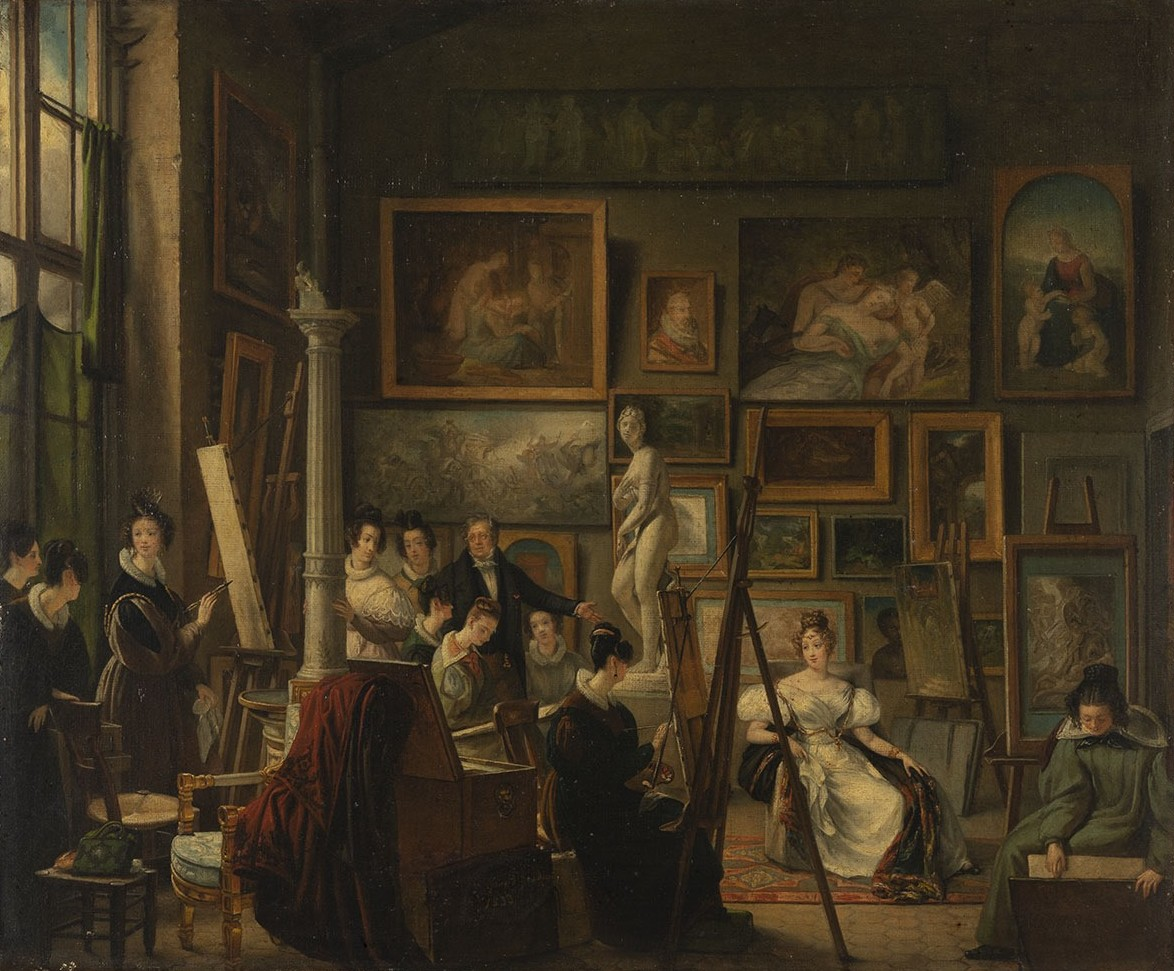
Intérieur d'un atelier, 1833, Caen, musée des Beaux-Arts.

- Toronto, Musée des beaux-arts de l'Ontario : La Jeune dessinatrice ou Portrait d'une jeune artiste, 1831, huile sur toile, 81,8 × 65,7 cm[27],[28].

France
- Caen, musée des Beaux-Arts : Intérieur d'un atelier, 1833, huile sur toile, 54,2 × 69,9 cm, Salon de 1834 (no 1213), no  d'inventaire 84.9.5[29].
- La Corne-en-Vexin, Boissy-le-Bois, église Saint-Rémy : La Sainte Famille, copie d'après le tableau du même nom de Raphaël, 1830[30].
- Paris :
  - Société de géographie : Portrait de René Caillié, 1830, huile sur toile, Salon de 1831 (no 1318) ; copie anonyme à Paris au musée du Quai Branly - Jacques-Chirac[31] ; autre copie par Élisa Desrivières, née Leroy, datée de 1839 à Niort au musée Bernard-d'Agesci[32].
  - Église Saint-Étienne-du-Mont, bas-côté gauche, près de la porte d'entrée : Le Christ déposé de la Croix, 1827, huile sur toile, 160 × 195 cm, Salon de 1827 (no 673)[13].
  - Église Saint-Roch, presbytère : Portrait de M. Pierre-Louis Pétetot, curé en 1852, 1863, huile sur toile, 107 × 190 cm[33].
- Tarbes, musée Massey : Portrait de Pierre Charles Népomucène Lefranc (1770-1863), ingénieur des routes thermales des Hautes-Pyrénées, 1826, huile sur toile, 65 × 54 cm, Inv. 08.3.1[34],[35].

Japon
- Tokyo, musée d'Art Fuji : Portrait d'une dame, dit anciennement Portrait de la baronne de Pontalba, 1828, huile sur toile, 65 × 54 cm[36].

Œuvres d'Amélie Legrand de Saint-Aubin
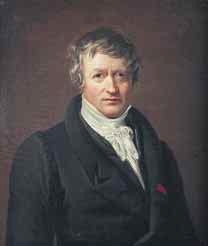
Portrait de Pierre Charles Népomucène Lefranc, 1826, Tarbes, musée Massey.
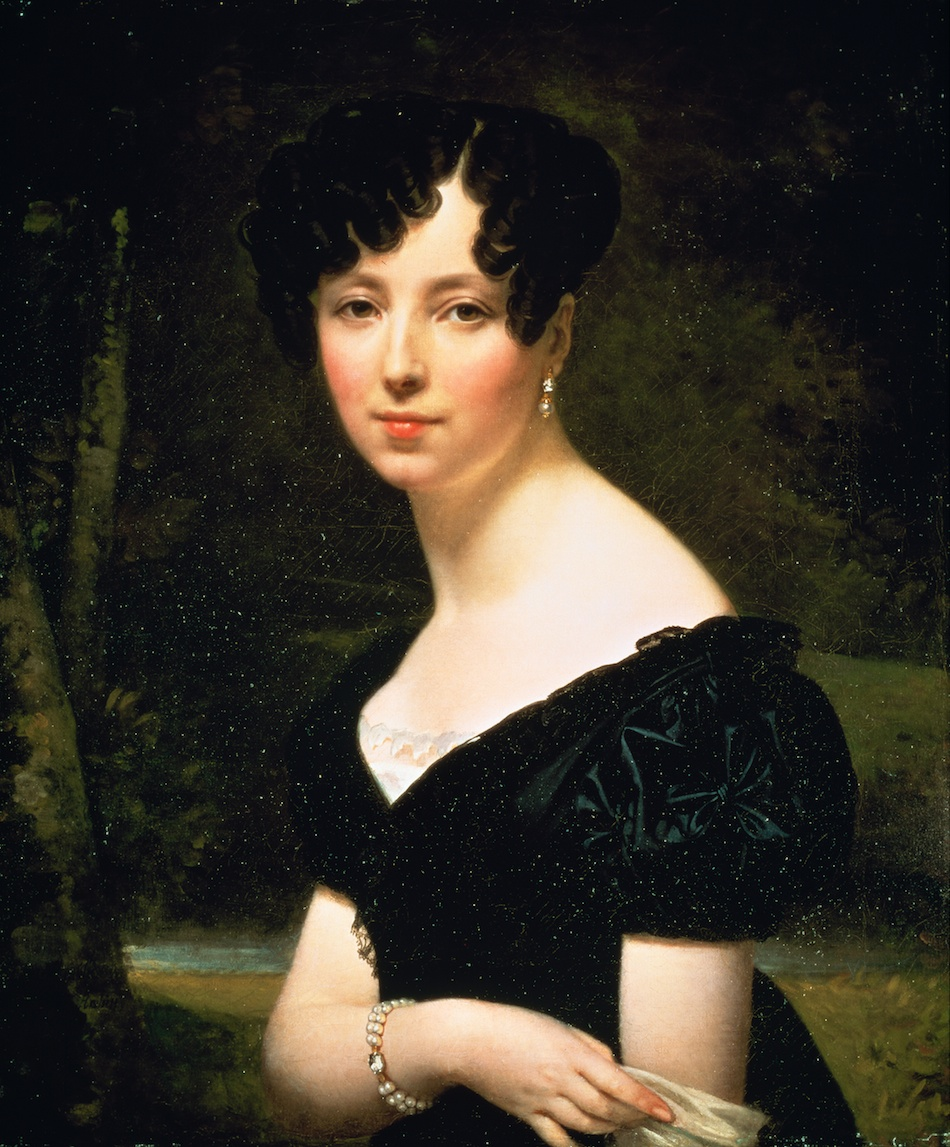
Portrait d'une dame, dit aussi Portrait de la baronne de  Pontalba, 1828, Tokyo, musée d'Art Fuji de Tokyo.
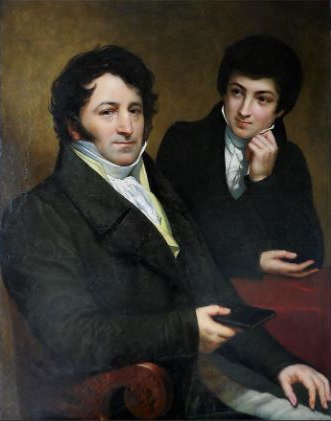
Pierre et Paul Guillot, 1828, collection privée.
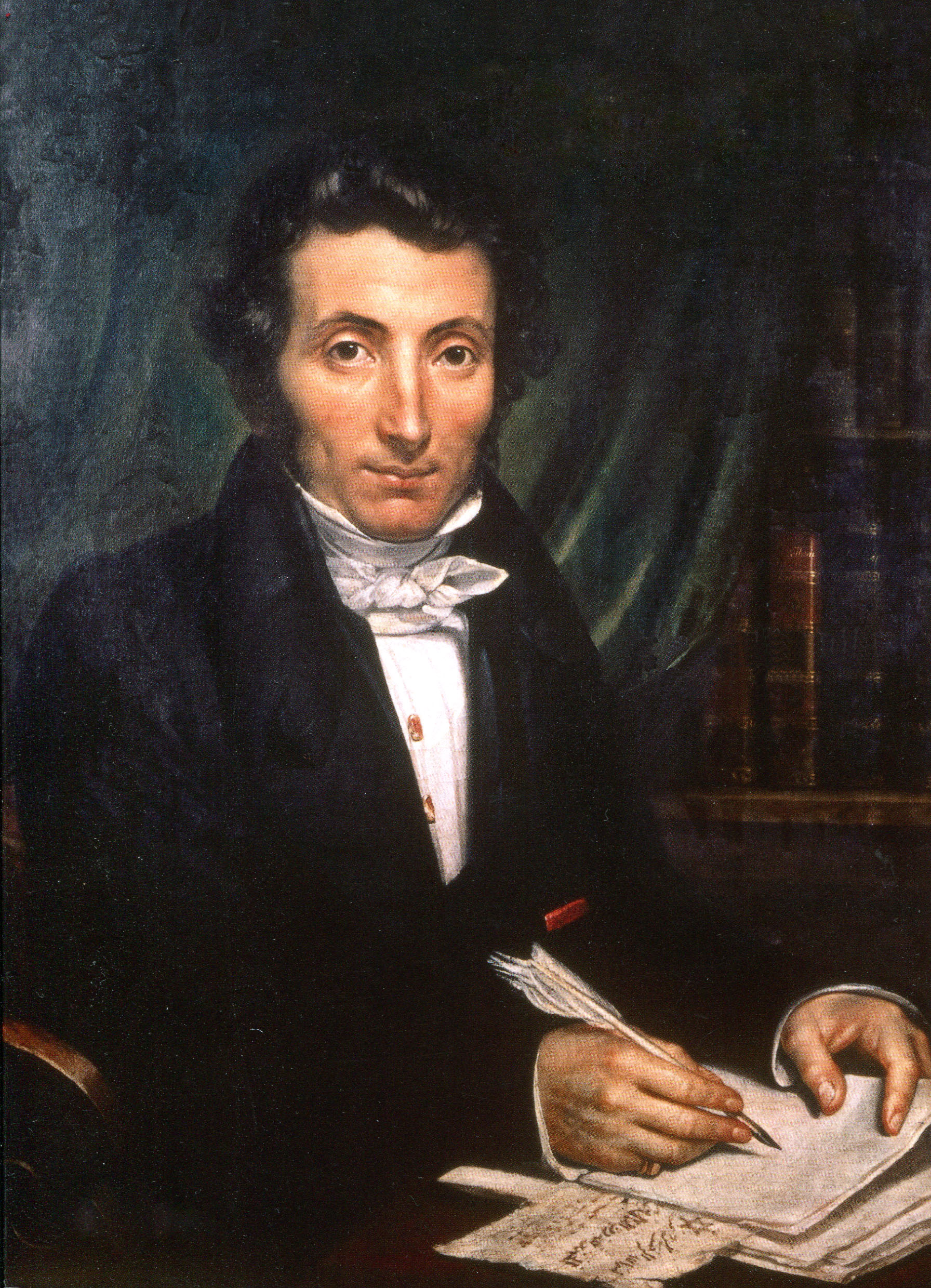
René Caillié, 1830, Paris, Société de géographie.
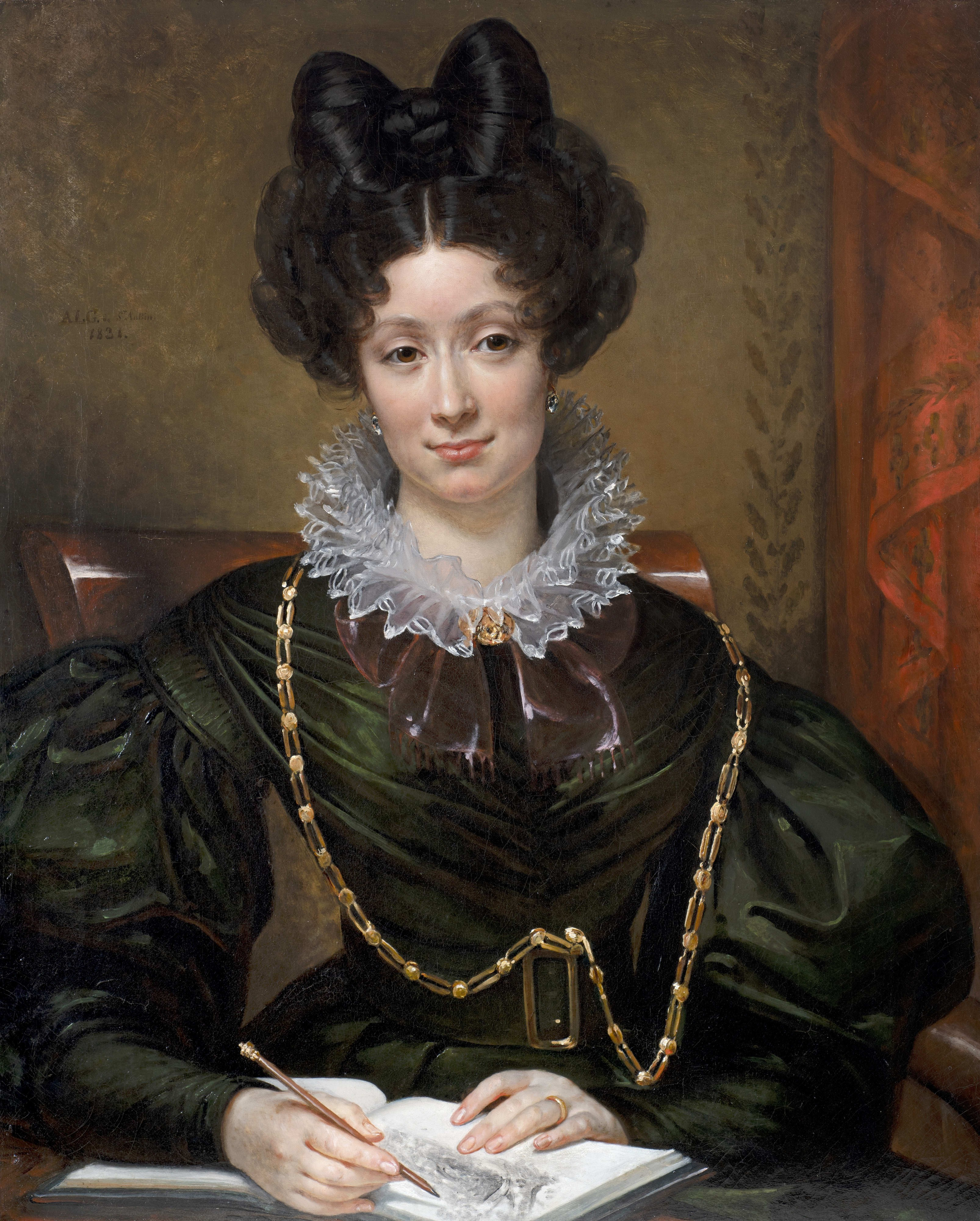
La Jeune Dessinatrice ou Portrait d'une jeune artiste, 1831, Toronto, Musée des beaux-arts de l'Ontario.
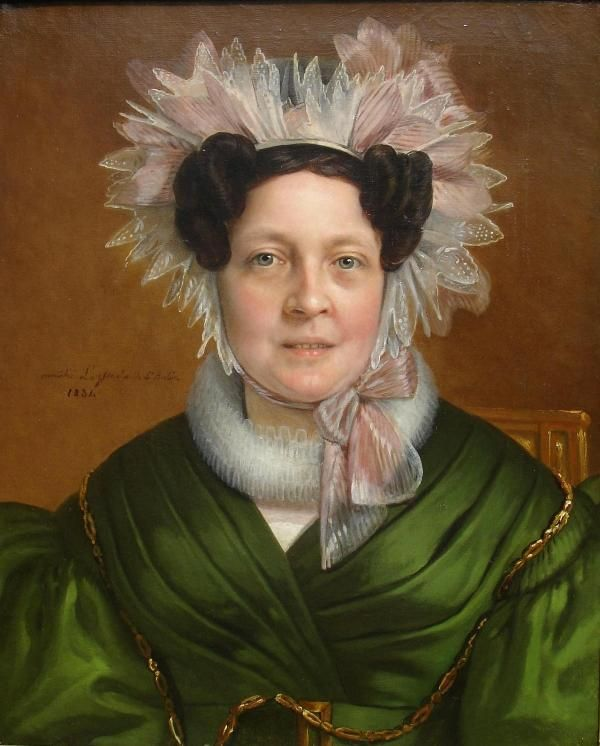
Portrait présumé de la baronne Lepic, 1834, localisation inconnue.
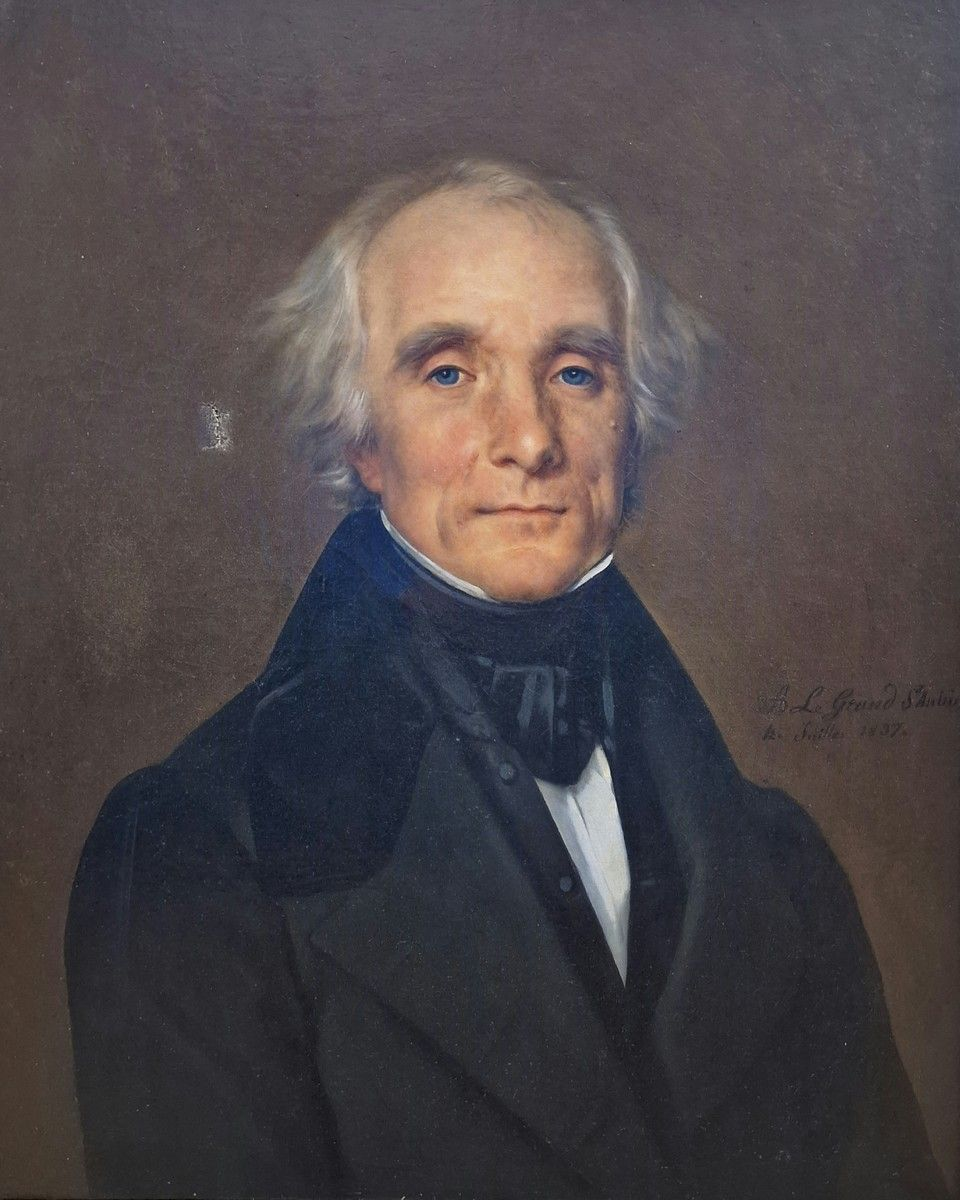
Monsieur Payen à l’âge de 54 ans, 1837, localisation inconnue.
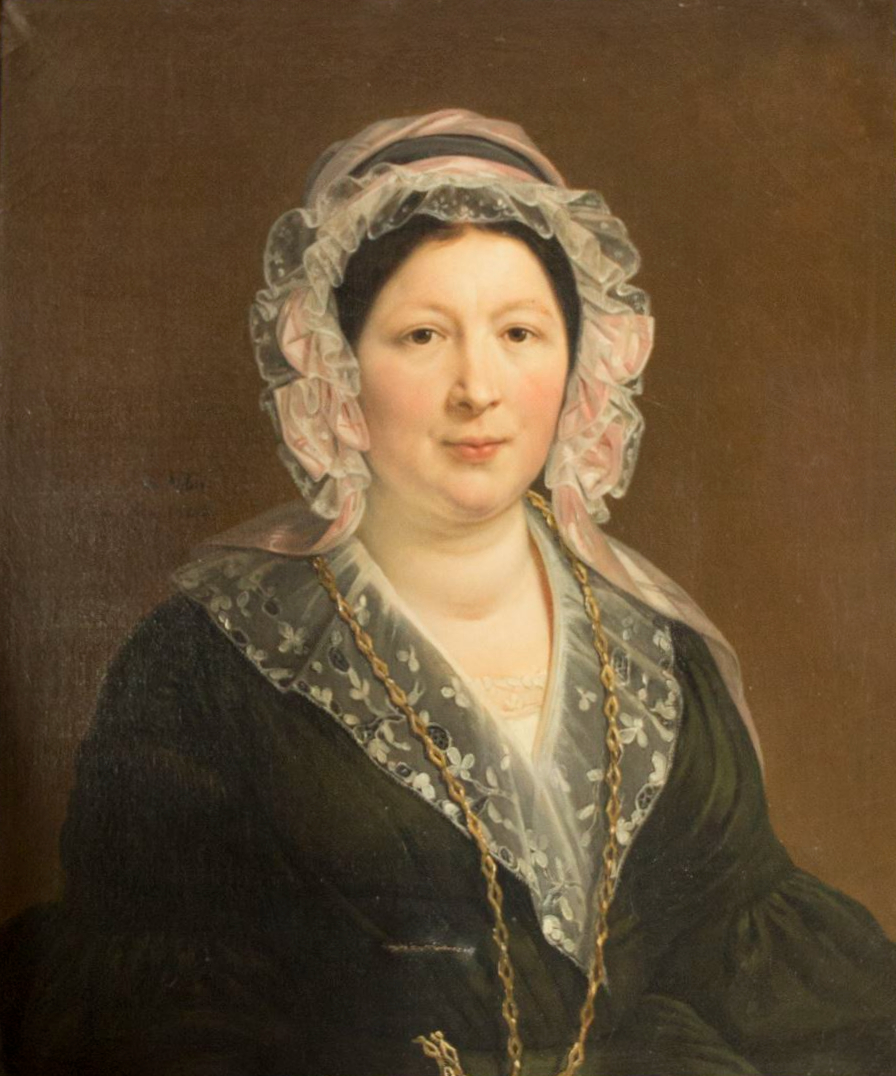
Portrait de jeune femme au grand sautoir avec coiffe de dentelle, 1844, localisation inconnue.